# 青桐吴氏宗祠
青桐吴氏宗祠，位于中国广东省湛江市雷州市英利镇青桐村，为湛江市雷州市的一个市级文物保护单位，类型为古建筑，公布时间为1992年12月9日。
青桐吴氏宗祠的历史年代为清代。